# Claudia Unda
Claudia Sally Unda, född 26 juli 1973, är en svensk sångerska som tidigare sjöng i popgruppen Ai.
År 1999 deltog gruppen i Melodifestivalen med låten "Bilder av dig", skriven av Stephan Berg. Mellan september 2007 och 26 juli 2008 var hon sångerska i dansbandet Martinez . Hon har också varit flitig deltagare i P4-tävlingen Svensktoppen nästa, 2013 med låten "En vanlig dag", 2015 med låten "Äntligen fri" och 2016 med låten "Vad gjorde jag för fel". Den sistnämnda i duett med Jonatan Dettner Mehlin. Unda har genom åren också producerat ett flertal musikaler, bland annat musikalen Att få stanna kvar, som behandlar frågan om ensamkommande flyktingbarn, till vilken hon själv stått för texter, med musik av Niclas Malmberg, Christian Bingmark och Magnus Carlberg.

### Fotnoter
1. ↑  Dansbandsbloggen 31 juli 2008 - Claudia Unda lämnar Martinez Arkiverad 9 december 2008 hämtat från the Wayback Machine.